# Crkva sv. Ane u Loboru
Crkva sv. Ane  je rimokatolička crkva u općini Lobor zaštićeno kulturno dobro.

## Opis dobra
Barokno-klasicistička jednobrodna crkva smještena je uz glavnu cestu u naselju Lobor. Crkvu, izvana poligonalnog oblika, čine pravokutna lađa, ravno zaključeno svetište, snažan zvonik koji izlazi iz korpusa crkve ispred glavnog pročelja i sakristija južno od svetišta. Sagrađena je u razdoblju od 1807-1830. g. Svojim neuobičajenim oblikovanjem vanjskih zidova predstavlja model novog arhitektonskog rješenja u Hrvatskom zagorju. Katnica župnog dvora nalazi se na uzvisini, istočno od župne crkve. Sagrađena je 1803. g. prema pojednostavljenoj kasnobaroknoj tradiciji izgradnje župnih kurija. Dominantnim položajem nad naseljem i jednostavnošću oblikovanja ostvaruje visoku ambijentalnu vrijednost.

## Zaštita
Pod oznakom Z-2367 zavedena je kao nepokretno kulturno dobro - pojedinačno, pravnog statusa zaštićena kulturnog dobra, klasificirano kao "sakralna graditeljska baština".